# Léon Wespy
Léon Wespy (auch: Leon Louis Erneste Wespy) (* 18. Oktober 1858 in Gotha; † 5. Februar 1933 in Hannover) war ein deutscher Stadtschulrat, Autor und Herausgeber. Der Lehrer und Schuldirektor, der durchgängig an Höheren Mädchenschulen arbeitete, erreichte für die Emanzipation der Frauen 1908 – noch im Deutschen Kaiserreich – die Anerkennung der Höheren Mädchenschulen neben denen der höheren Knabenschulen.

## Leben
Nach seinem Abitur 1876 begann Léon Wespy an der Universität Leipzig seine Studien der Philosophie, Germanistik und neuere Sprachen und schloss 1884 an der Universität Jena mit dem Dr. phil.
Ab 1880 wechselte Wespy als Lehrer mehrfach seine Arbeitsorte. 1880 war er zunächst an der Realschule in Großenhain/Sachsen tätig, dann von 1881 bis 1887 an der Höheren Mädchenschule in Wismar, 1887 bis 1893 an der Höheren Mädchenschule in Wiesbaden und anschließend in Krefeld an der dortigen Höheren Mädchenschule in der Nachfolge von „Dr. Buchner“. Zum 1. April 1897 wurde er nach Hannover berufen als Direktor der Höheren Töchterschule I, deren Festschrift des „50jährigen Bestehens unter städtischem Patronate“ er wenige Jahre später verfasste.
Wespy beteiligte sich um 1898 an der städtischen „Lehrplankommission“, zog sich aber bald aus dem Projekt zurück, da „er dort seine Ansichten nicht hatte durchsetzen können“.
1903 wurde Léon Wespy zum königlichen Schulrat ernannt. Seine „Bemühungen um die Anerkennung der höheren Mädchenschule neben der höheren Knabenschule waren 1908 erfolgreich“.
Am 1. April 1910 wurde Wespy in das neu geschaffene Amt eines Senators gewählt sowie als Stadtschulrat für das höhere Schulwesen.
In der Zeit der noch jungen Weimarer Republik gab Wespy mehrere Schriften für den Schulgebrauch heraus, darunter eine Auswahl von Gedichten von Friedrich Schiller. Wenige Jahre später wurde er zum 1. April 1926 in den Ruhestand versetzt. Zu seinem Nachfolger im Amt des Stadtschulrates wählte das Bezirksvorsteher-Kollegium den Pädagogen Gustav Porger.
Noch 1929 war der „Senator a. D.“ tätig für die Auskunftstelle preußischer Städte in Schulangelegenheiten, woraus die Geschäftsstelle des Deutschen Städtetages Vorteile zog.

## Nachlass
Im Stadtarchiv Hannover finden sich im Nachlass Kett unter anderem Schreiben von hinsichtlich der Rolle Wespys in der Lehrplankommission.

## Wespyhof
Posthum wurde der Stadtschulrat mit der Namensgebung des 1955 im Stadtteil Waldheim angelegten Wespyhof geehrt.

## Schriften (unvollständig)
- Léon Wespy: Festschrift der höheren Töchterschule I (am Graben) zur Feier des 50jährigen Bestehens unter städtischem Patronate hrsg. im Namen des Kollegiums der Anstalt, Hannover: Gebrüder Jänecke, 1903
- Hannovers Bildungsanstalten, in Otto Hugo (Red): Neu-Hannover. Festschrift des Hannoverschen Couriers zur Rathaus-Weihe 1913, Hannover: Gebrüder Jänecke, 1913, S. 54–58
- Leon Wespy: Bildung und Wissenschaft – Gegenwart. In: Die königliche Haupt- und Residenzstadt Hannover, Hannover 1913, S. 163–180
- P. J. Stahl (Pseudonym von Pierre-Jules Hetzel): Maroussia. D'après une légende de Markowovzok, mit Anmerkungen zum Schul- und Privatgebrauch hrsg. von Léon Wespy, in der Reihe Velhagen & Klasings Sammlung französischer und englischer Schulausgaben, Prosateurs français, Ausgabe B, mit Anmerkungen in einen Anhange, Band 153, Bielefeld; Leipzig: Velhagen & Klasing, 1920
- Léon Wespy (Hrsg.): Gedichte. Auswahl, für den Schulgebrauch / Friedrich von Schiller, in der Reihe Freytags Sammlung Deutscher Schriftwerke, 5. Auflage, Wien: Hölder-Pichler-Tempsky AG, Leipzig: G. Freytag, 1922